# ムラサキシキブ (平家みちよの曲)
「ムラサキシキブ」は、平家みちよの11枚目のシングル。2002年6月5日発売。

## 概要
本作でハロー!プロジェクトメンバーとしてのリリースは最後となった。

## 収録曲
（全作詞・作曲：つんく）
1. ムラサキシキブ [3:21]
編曲：松原憲
2. 夢の話 [4:25]
編曲：松尾和博
3. ムラサキシキブ（Instrumental） [3:19]

## 参加ミュージシャン
ムラサキシキブ
- プログラミング：松原憲・松岡宏明
- アコースティックギター：こーじ
- ベース：住吉中
- ストリングス：弦一徹ストリングスグループ
- シェイカー：飯田ヒロシ
- コーラス：平家みちよ・つんく

夢の話
- プログラミング&ギター：松尾和博
- プログラミング：松本零士
- ベース：住吉中
- キーボード：川村ケン
- ドラム：松本直樹
- コーラス：平家みちよ・生方信堂